# Esbach (Kürten)
Esbach oder auch Eßbach ist ein Wohnplatz in der Gemeinde Kürten im Rheinisch-Bergischen Kreis.

## Lage und Beschreibung
Der kleine Ort liegt südlich der Bundesstraße 506 in der Nähe von Enkeln und Morteln. In der Nachbarschaft fließt der Weidener Bach in den Kürtener Bach.

## Geschichte
Esbach wurde erstmals im Jahr 1515 als de Esbach urkundlich erwähnt. Der Appellativ im Ortsnamen geht wie unschwer erkennbar auf einen Bach zurück, das Bestimmungswort wurde wohl aus *Esp (Espe) gebildet.
Der Ort ist auf der Topographischen Aufnahme der Rheinlande von 1824 als Aesbich und auf der Preußischen Uraufnahme von 1840 als Esbach verzeichnet.
Ab der Preußischen Neuaufnahme von 1892 ist er auf Messtischblättern regelmäßig als Esbach oder Eßbach verzeichnet.
1822 lebten 19 Menschen im als Haus kategorisierten und Eschbach bezeichneten Ort.
Der 1845 laut der Uebersicht des Regierungs-Bezirks Cöln als Hof kategorisierte Ort besaß zu dieser Zeit sieben Wohnhäuser. Zu dieser Zeit lebten 20 Einwohner im Eschbach genannten Ort, davon alle katholischen Bekenntnisses. Zu dieser Zeit gehörte der Ort zur Gemeinde Olpe.
Die Gemeinde- und Gutbezirksstatistik der Rheinprovinz führt Esbach 1871 mit drei Wohnhäusern und 22 Einwohnern auf.
Im Gemeindelexikon für die Provinz Rheinland von 1888 werden drei Wohnhäuser mit 16 Einwohnern angegeben.
1895 hatte der Ort drei Wohnhäuser und 20 Einwohner.
1905 besaß der Ort drei Wohnhäuser und 20 Einwohner und gehörte konfessionell zum katholischen Kirchspiel Kürten.
1927 wurden die Bürgermeisterei Kürten in das Amt Kürten überführt. In der Weimarer Republik wurden 1929 die Ämter Kürten mit den Gemeinden Kürten und Bechen und Olpe mit den Gemeinden Olpe und Wipperfeld zum Amt Kürten zusammengelegt. Der Kreis Wipperfürth ging am 1. Oktober 1932 in den Rheinisch-Bergischen Kreis mit Sitz in Bergisch Gladbach auf.
1975 entstand aufgrund des Köln-Gesetzes die heutige Gemeinde Kürten, zu der neben den Ämtern Kürten, Bechen und Olpe ein Teilgebiet der Stadt Bensberg mit Dürscheid und den umliegenden Gebieten kam.